# Renate Weber

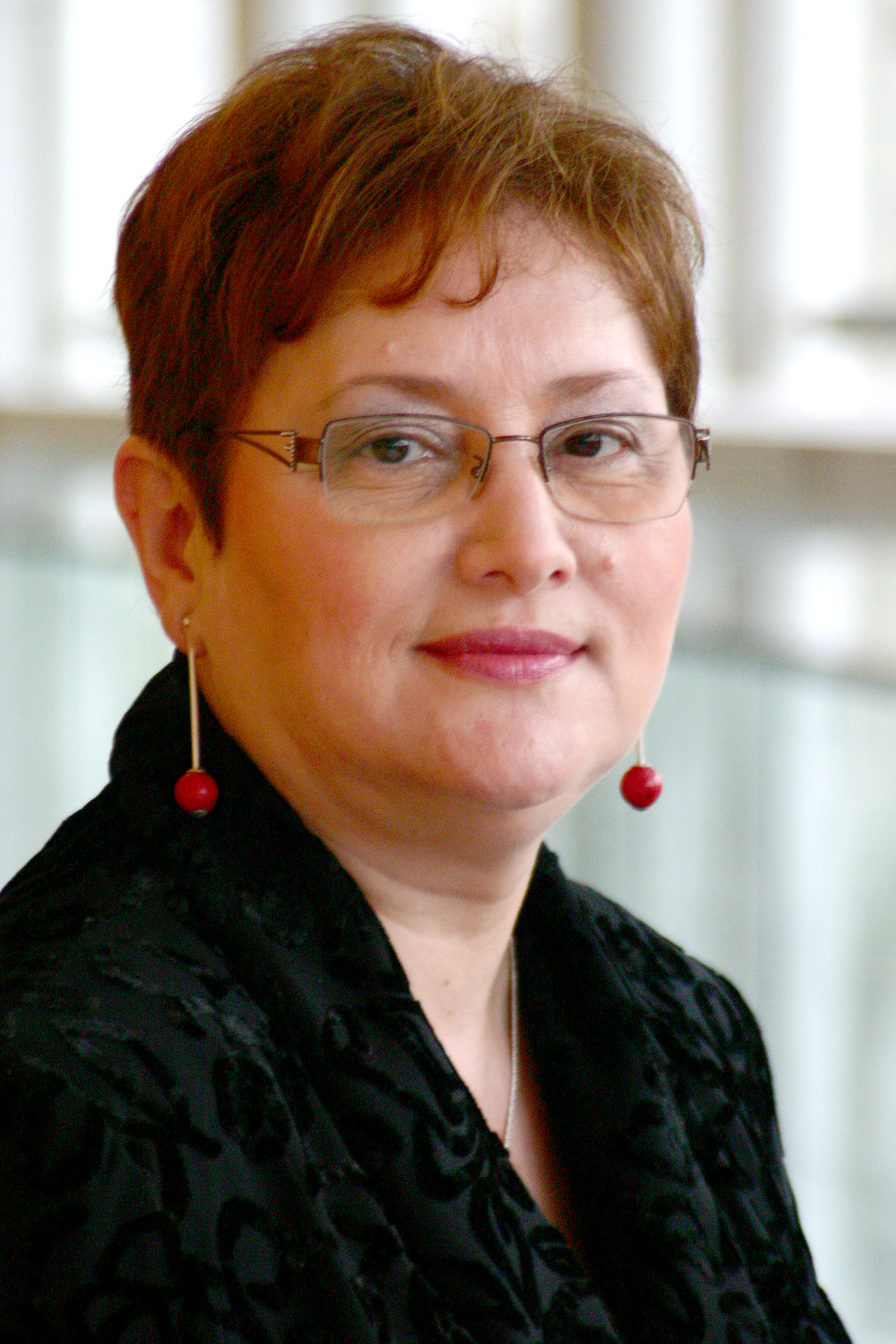
Renate Weber

Renate Weber (* 3. August 1955 in Botoșani) ist eine rumänische Politikerin.
Weber ist seit 2007 Mitglied der Liberalen Partei Rumäniens (Partidul Național Liberal). Im selben Jahr wurde sie Mitglied des Europäischen Parlaments.

## Leben
1979 schloss Renate Weber ihr Jurastudium an der Universität Bukarest erfolgreich ab und ist seitdem als Anwältin tätig gewesen. An der Columbia University in New York erhielt sie 1994 ein Gaststipendium.
Seit 1997 ist Weber als Dozentin tätig, so von 1997 bis 2003 an der Nationalen Schule für Politik- und Verwaltungsstudien. Außerdem doziert sie an der Fakultät für Geschichte der Universität Bukarest.
Weber war von 1998 bis 2007 Vorsitzende der Soros-Stiftung und ist Leiterin  des Zentrums für juristische Ressourcen. Darüber hinaus ist sie in verschiedenen Menschenrechtsorganisationen aktiv.
Als Autorin hat sie bisher über 50 Studien und Artikel veröffentlicht.

## Politik
Politisch war Renate Weber zunächst als Beraterin des rumänischen Präsidenten für konstitutionelle und legislative Fragen von Dezember 2004 bis Dezember 2005 tätig.
Seit 2007 bis 2019 war sie Mitglied im Europäischen Parlament. Sie war Leiterin von drei Wahlbeobachtungsdelegationen des Europäischen Parlaments: Ecuador (2008, 2009) und Bolivien (2009).

## EU-Parlamentarierin
In der Periode 2009 bis 2014 war Weber Mitglied im Ausschuss für bürgerliche Freiheiten, Justiz und Inneres, im Sonderausschuss gegen organisiertes Verbrechen, Korruption und Geldwäsche, in der Delegation für die Beziehungen zu den Ländern der Andengemeinschaft und in der Delegation in der Parlamentarischen Versammlung Europa-Lateinamerika. 
Als Stellvertreterin war sie im Ausschuss für auswärtige Angelegenheiten, in der Delegation im Gemischten Parlamentarischen Ausschuss EU-Mexiko, in der Delegation im Gemischten Parlamentarischen Ausschuss EU-Chile und in der Delegation in der Paritätischen Parlamentarischen Versammlung AKP-EU.

## Ombudsfrau Rumäniens
2019 wurde Weber von dem rumänischen Parlament zur Anwältin des Volkes (Rumänisch: Avocat al Poporului) gewählt.